# 오렌지군 (캘리포니아주)

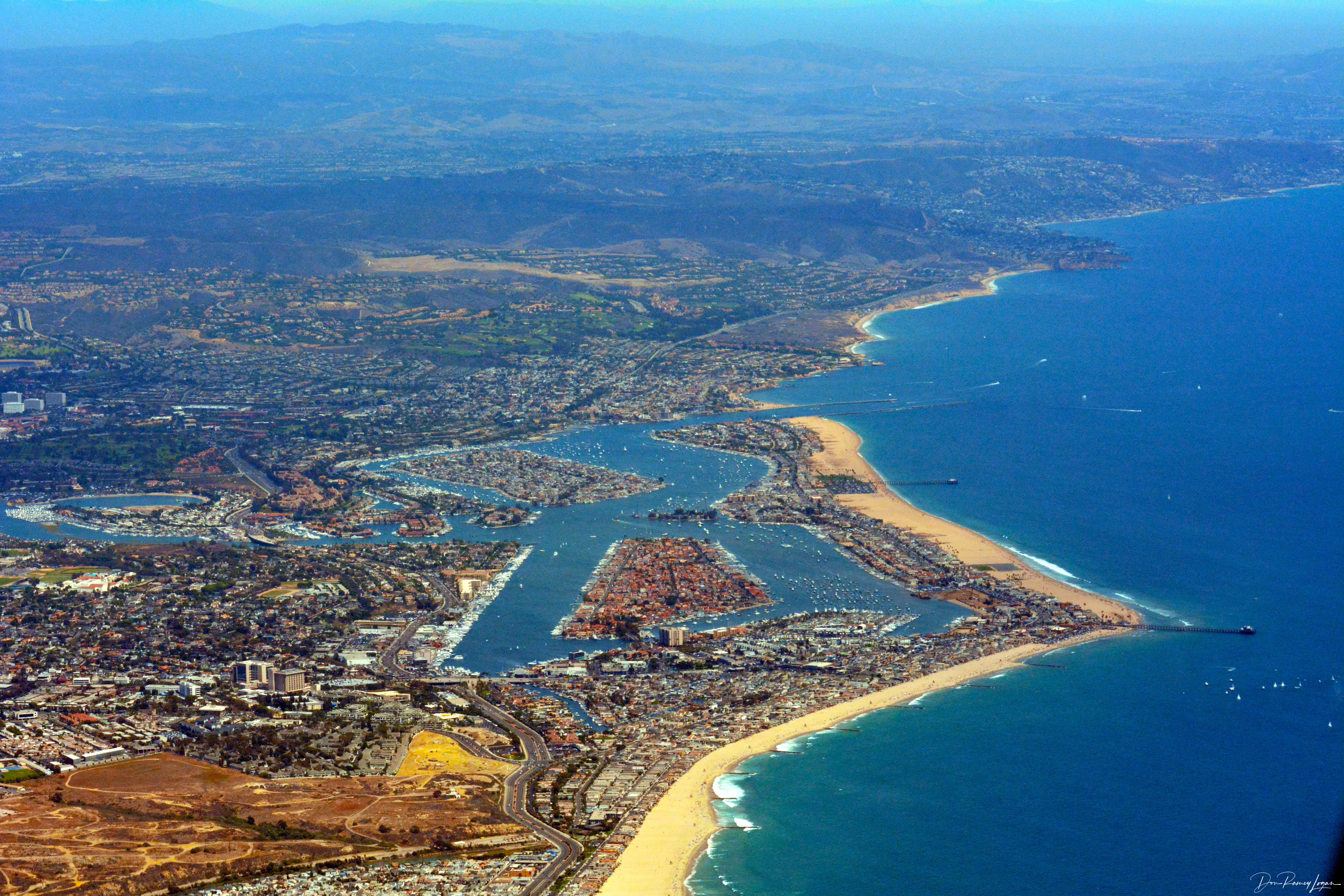

오렌지군(Orange County)은 미국 캘리포니아주에 있는 군이다. 인구는 3,010,232명(2010년 기준)으로 캘리포니아주의 군 중에서는 로스앤젤레스군과 샌디에이고군에 이어 3위, 미국 전체에서는 6위에 해당한다.
군청소재지는 샌타애나이며, 애너하임이 주요 관광지, 어바인이 상업 및 금융 허브 역할을 하고 있다. 세 도시 모두 인구가 20만명이 넘는 도시이다. 오렌지군에는 총 34개의 도시가 있으며, 가장 최근에 신설된 도시는 2001년에 세워진 알리소 비에호이다. 가장 오래된 도시는 1870년 세워진 애너하임으로, 당시에는 로스앤젤레스군 소속이었다.

## 지리
미국 인구조사국에 따르면, 이 군은 남부 캘리포니아에서 가장 작은 군으로, 총 면적은 2,455km²(948mi²)이다. 이 중 2,045km²(789 mi²)는 육지이고, 411km²(159mi²)는 물에 접해 있다. 총면적의 16.73%가 물에 접해 있다.
오렌지군은 서쪽은 태평양, 북쪽은 로스앤젤레스군, 북동쪽은 샌버너디노군, 동쪽은 리버사이드군, 남쪽은 샌디에이고군에 접해 있다.

## 역사
오늘날 오렌지군의 북부에는 통바족이, 남부에는 하슈맨족이 거주했다.
1769년 스페인 탐험대가 이곳을 안나의 이름을 딴 바예 드 산타 아나(Valle de Santa Ana)라고 불렀다. 1776년 유럽인 최초의 정착지인 미시온 산 후안 카피스트라노(Mission San Juan Capistrano)가 세워졌다. 선교사들과 동행한 스페인인들은 땅을 하사받았다.
미국이 캘리포니아를 병합한 후 영국계, 독일계 이주민이 크게 늘어나 기존의 멕시코계 주민들이 소수가 되었다. 1889년에는 여러 차례 시도 끝에 주민 투표로 로스앤젤레스군에서 분리되었다.
20세기 초반 오렌지가 기존의 포도를 재치고 가장 중요한 작물이 되었다. 1904년 LA와 오렌지군이 노면전차로 이어졌다. 새 철도는 오렌지군을 할리우드 스타들이 즐겨 찾는 관광지로 만들었다. 퍼시픽 시티는 전차 운행사 퍼시픽 일렉트릭의 창업자 헨리 E 헌팅턴의 이름을 따서 헌팅턴 비치로 이름을 바꾸었다. 1920년대에는 도로가 건설되 교통이 더욱 개선되었다. 농업이 기업화되면서 농업 노동자들의 수가 늘어났다. 이들은 대부분 멕시코계로, 주거와 교육에서 차별을 받았다. 대공황 때인 1936년 과수원 노동자들의 파업은 공권력으로 진압되었다.
1954년 주간고속도로 제5호선이 개통하고 오렌지군의 과수원은 급속하게 베드타운이 되었다. 우주항공 산업과 1955년 개장한 디즈니랜드는 인구 증가에 크게 기여했다.

## 정치
오렌지군은 오랫동안 미국에서 가장 보수적인 지역 중 하나였지만, 2010년대 이후 정치적으로 다변화되고 있다. 1940년 미국 대통령 선거에서 2012년 미국 대통령 선거까지 모두 공화당 후보를 지지했다. 로널드 레이건 전 대통령은 오렌지군을 "모든 충실한 공화당원들이 죽으러 오는 곳"이라 표현했다. 미국 하원에서 7개, 캘리포니아 주의회 하원에는 7개, 상원에는 5개 지역구가 있다.
오렌지군 출신 유명한 정치인으로는 리처드 닉슨이 있다.

## 경제
오렌지군에 본사가 있는 포춘 500 기업에는 샌타애나의 인그램 마이크로(Ingram Micro), 퍼스트 아메리칸(First American Corporation), 어바인의 브로드컴, 레이크 포레스트의 웨스턴 디지털, 뉴포트 비치의 퍼시픽 라이프(Pacific Life)가 있다.
삼성과 기아차는 어바인, 현대차는 파운틴밸리에 미국 지사가 있다.

### 쇼핑
코스타메사의 사우스 코스트 플라자는 캘리포니아 최대이자 미국에서 3번째로 큰 쇼핑몰이다.

### 관광
관광업은 오렌지군에서 가장 중요한 산업 중 하나이다. 주 관광지는
디즈니랜드, 너츠베리팜, 애너하임 컨벤션 센터가 있는 애너하임과 쇼핑과 요리, 스포츠를 연중무휴 즐길 수 있는 해변 도시들이 있다.

## 교육
오렌지군의 주요 대학에는 캘리포니아 대학교 어바인과 CSU 풀러턴이 있다.

## 인구 통계
| 인구조사                                                      | 인구      | Note  | %±     |
| ------------------------------------------------------------- | --------- | ----- | ------ |
| 1890년                                                        | 13,589    |       | —      |
| 1900년                                                        | 19,696    |       | 44.9%  |
| 1910년                                                        | 34,436    |       | 74.8%  |
| 1920년                                                        | 61,375    |       | 78.2%  |
| 1930년                                                        | 118,674   |       | 93.4%  |
| 1940년                                                        | 130,760   |       | 10.2%  |
| 1950년                                                        | 216,224   |       | 65.4%  |
| 1960년                                                        | 703,925   |       | 225.6% |
| 1970년                                                        | 1,420,386 |       | 101.8% |
| 1980년                                                        | 1,932,709 |       | 36.1%  |
| 1990년                                                        | 2,410,556 |       | 24.7%  |
| 2000년                                                        | 2,846,289 |       | 18.1%  |
| 2010년                                                        | 3,010,232 |       | 5.8%   |
| 2019 (추산)                                                   | 3,175,692 | [ 2 ] | 5.5%   |
| U.S. Decennial Census 1790–1960 1900–1990 1990–2000 2010–2018 |           |       |        |

2000년도 미국 조사에 따르면, 오렌지군에는 인구 2,846,289명, 935,287세대, 그리고 667,794가구가 거주하고 있다. 인구 밀도는 1,392/km² (3,606/mi²)이다. 474/km²(1,228/mi²)의 평균 밀도로 969,484주택단위가 있다. 오렌지군의 인종 구성은 백인 64.81%, 흑인 1.67%, 아메리카 원주민(인디언) 0.70%, 아시아인 20.45%, 태평양 섬 주민 0.03%, 기타 인종 14.80%, 그리고 두개 이상의 인종 출신이 4.12%이다. 인구의 51.26%가 히스패닉 혹은 라티노이다.
오렌지군의 인구 구성은 18세 미만이 27.0%, 18세에서 24세가 9.4%, 25세에서 44세가 33.2%, 45세에서 64세가 20.6%, 그리고 65세 이상이 9.9%이다. 중위연령(연령의 중앙값)은 33세이다. 여성 100명 당 남성 99.0명이 있다. 18세 이상에서는 여성 100명당 남성 96.7명이 있다.
오렌지군의 세대당 중위 소득(소득의 중앙값)은 58,820달러이고, 가구당 중위 소득은 64,611달러이다. 남성들의 중위 소득은 45,059달러이고, 여성들의 중위 소득은 34,026달러이다. 오렌지군의 1인당 소득은 25,826달러이다. 인구의 10.3%와 가구들의 7.0%가 빈곤선(poverty line;최저 생활 유지에 필요한 소득)아래에 있다. 전체 인구 중에서, 18세 미만인 인구의 13.2%와 65세 이상인 인구의 6.2%가 빈곤선 이하로 살고 있다.

## 군 소속 도시
- 알리소 비에호(Aliso Viejo)
- 애너하임(Anaheim)
- 브레아(Brea)
- 부에나 파크(Buena Park)
- 코스타 메사(Costa Mesa)
- 사이프러스(Cypress)
- 데이나 포인트(Dana Point)
- 파운틴 밸리(Fountain Valley)
- 풀러턴(Fullerton)
- 가든 그로브(Garden Grove)
- 헌팅턴 비치(Huntington Beach)
- 어바인(Irvine)
- 라하브라(La Habra)
- 라팔마(La Palma)
- 라구나 비치(Laguna Beach)
- 라구나 힐즈(Laguna Hills)
- 라구나 니겔(Laguna Niguel)
- 라구나 우즈(Laguna Woods)
- 레이크 포레스트(Lake Forest)
- 로스 알라미토스(Los Alamitos)
- 롱비치 (Long Beach)
- 미션 비에호(Mission Viejo)
- 뉴포트 비치(Newport Beach)
- 오렌지(Orange)
- 플라센티아(Placentia)
- 란초 산타 마가리타(Rancho Santa Margarita)
- 산 클레멘테(San Clemente)
- 산 후안 카피스트라노(San Juan Capistrano)
- 산타아나(Santa Ana)
- 실 비치(Seal Beach)
- 스탠턴(Stanton)
- 터스틴(Tustin)
- 비야 파크(Villa Park)
- 웨스트민스터(Westminster)
- 휘티어 (Whittier)
- 요버 린더(Yorba Linda)

## 같이 보기
- 오렌지 카운티 (영화)